# No World Order
No World Order(노 월드 오더)는 2001년에 발매된 독일의 파워 메탈 밴드 감마 레이의 7번째 정규 음반이다. 80년대 뉴 웨이브 오브 브리티시 헤비 메탈의 음악적 스타일에 많은 영향을 받았다. 

## 수록곡
| #             | 제목                               | 작사·작곡     | 재생 시간 |
| ------------- | ---------------------------------- | ------------- | --------- |
| 1.            | 〈"Introduction"〉                 | 카이 한센     | 1:01      |
| 2.            | 〈"Dethrone Tyranny"〉             | 다니엘 짐머만 | 4:14      |
| 3.            | 〈"The Heart of the Unicorn"〉     | 한센          | 4:46      |
| 4.            | 〈"Heaven or Hell"〉               | 한센          | 4:16      |
| 5.            | 〈"No World Order"〉               | 한센          | 5:01      |
| 6.            | 〈"Damn the Machine"〉             | 짐머만        | 5:04      |
| 7.            | 〈"Solid"〉                        | 한센          | 4:23      |
| 8.            | 〈"Fire Below"〉                   | 한센          | 5:34      |
| 9.            | 〈"Follow Me"〉                    | 헨요 리히터   | 5:34      |
| 10.           | 〈"Eagle"〉                        | 한센          | 6:06      |
| 11.           | 〈"Lake of Tears"〉                | 리히터        | 6:48      |
| 12.           | 〈"Trouble"〉 (일본반 보너스 트랙) | 한센          | 5:19      |
| 총 재생 시간: | 총 재생 시간:                      | 총 재생 시간: | 57:19     |

## 구성원
- 카이 한센 - 보컬, 기타
- 헨요 리히터 - 기타, 어쿠스틱 기타, 키보드
- 덕 슈레쳐 - 베이스
- 다니엘 짐머만 - 드럼

### 제작
- 믹싱 : 한센 스튜디오 (독일, 함부르크)
- 프로듀싱 : 덕 슈레쳐, 카이 한센